# Nalkala
Nalkala est le  quartier numéro 3  (finnois : Kaupunginosa III) de Tampere en Finlande.

## Description
Nalkala est le troisième quartier de Tampere.
Il couvre la partie sud du centre-ville de Hämeenkatu à Laukontori.
Le quartier est bordé par le cours inférieur des rapides Tammerkoski, l'estuaire de Ratina, le lac Pyhäjärvi et à l'ouest par le parc du Häme.
Les noms de rue du quartier, datant du XIXe siècle, comprennent toujours Hämeenkatu, Hallituskatu et Kuninkaankatu, cette dernière étant nommée d'après le fondateur de la ville de Tampere, le roi Gustave III de Suède.
La zone porte le nom de deux maisons appelées Nalka, qui ont été mentionnées dans le registre foncier de 1540.

## Galerie

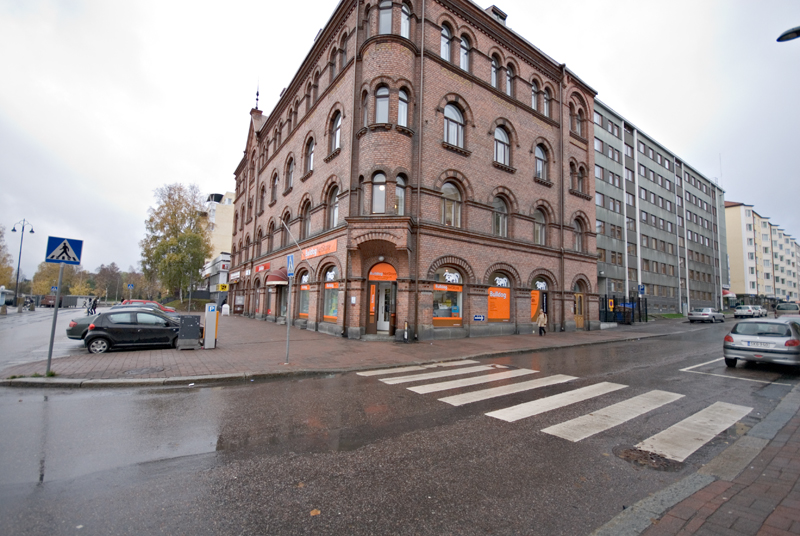
Coin de Satamakatu et Laukontori.
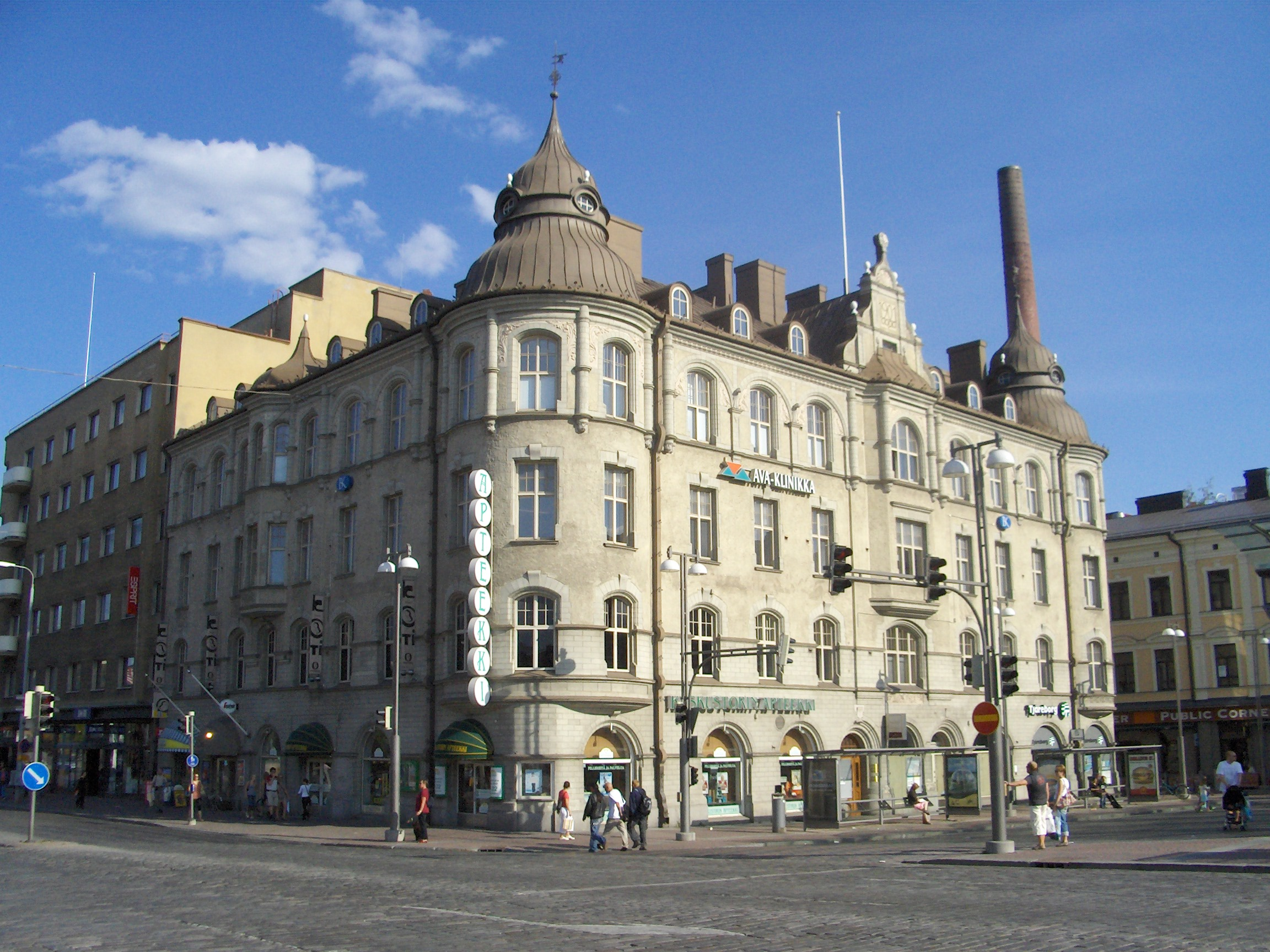
Maison Sumelius
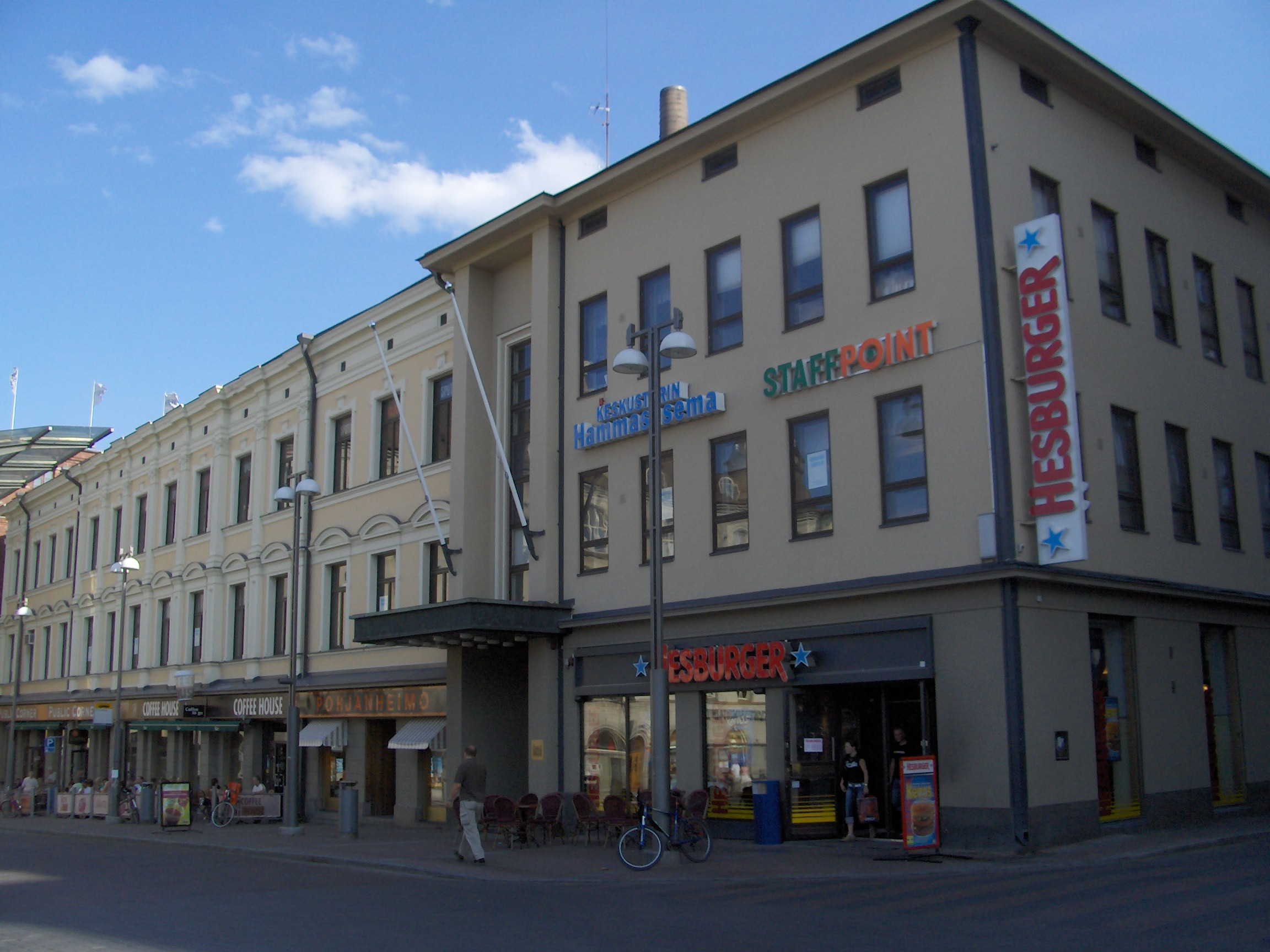
Maison Selin
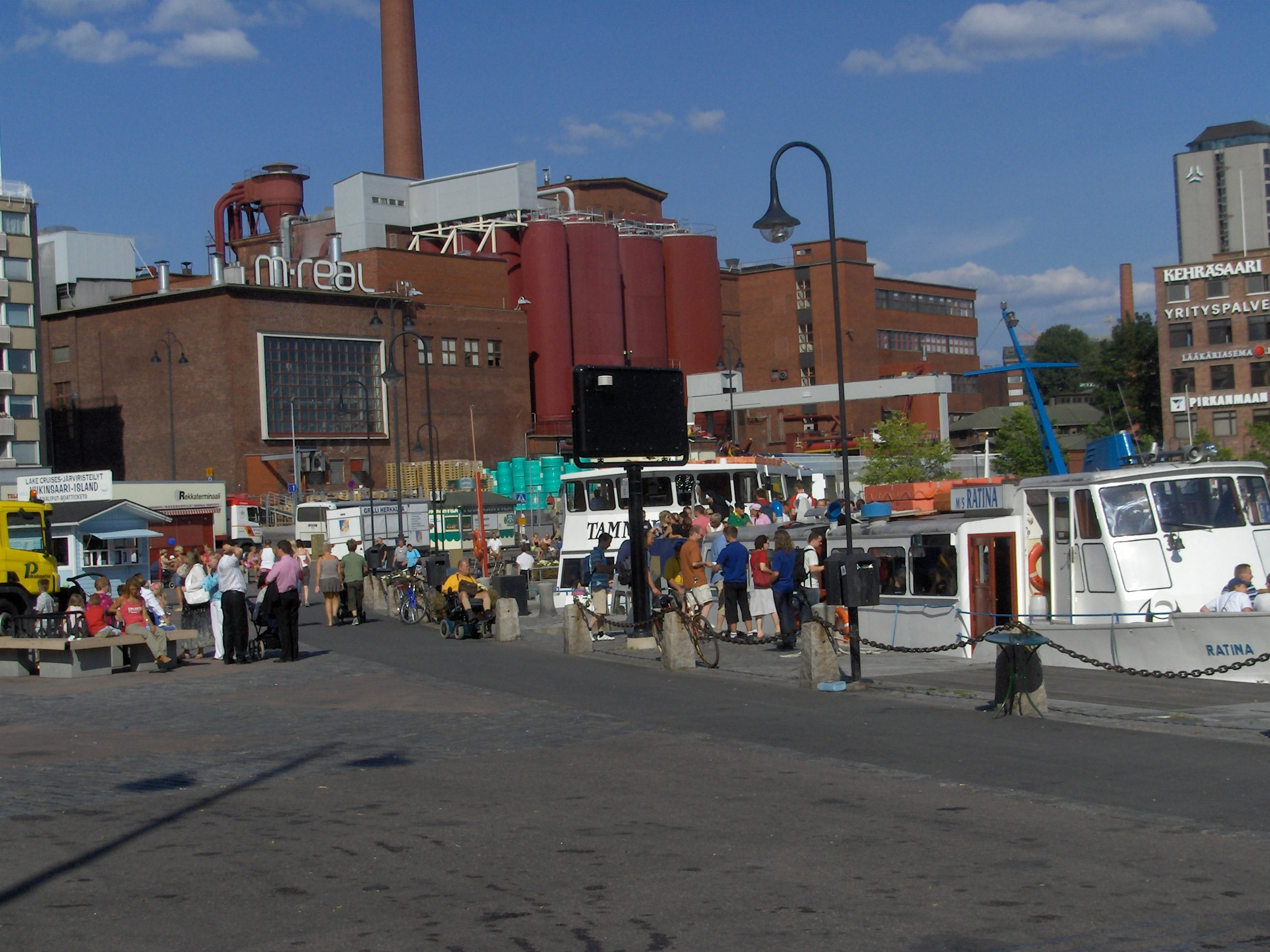
Port de Laukontori.
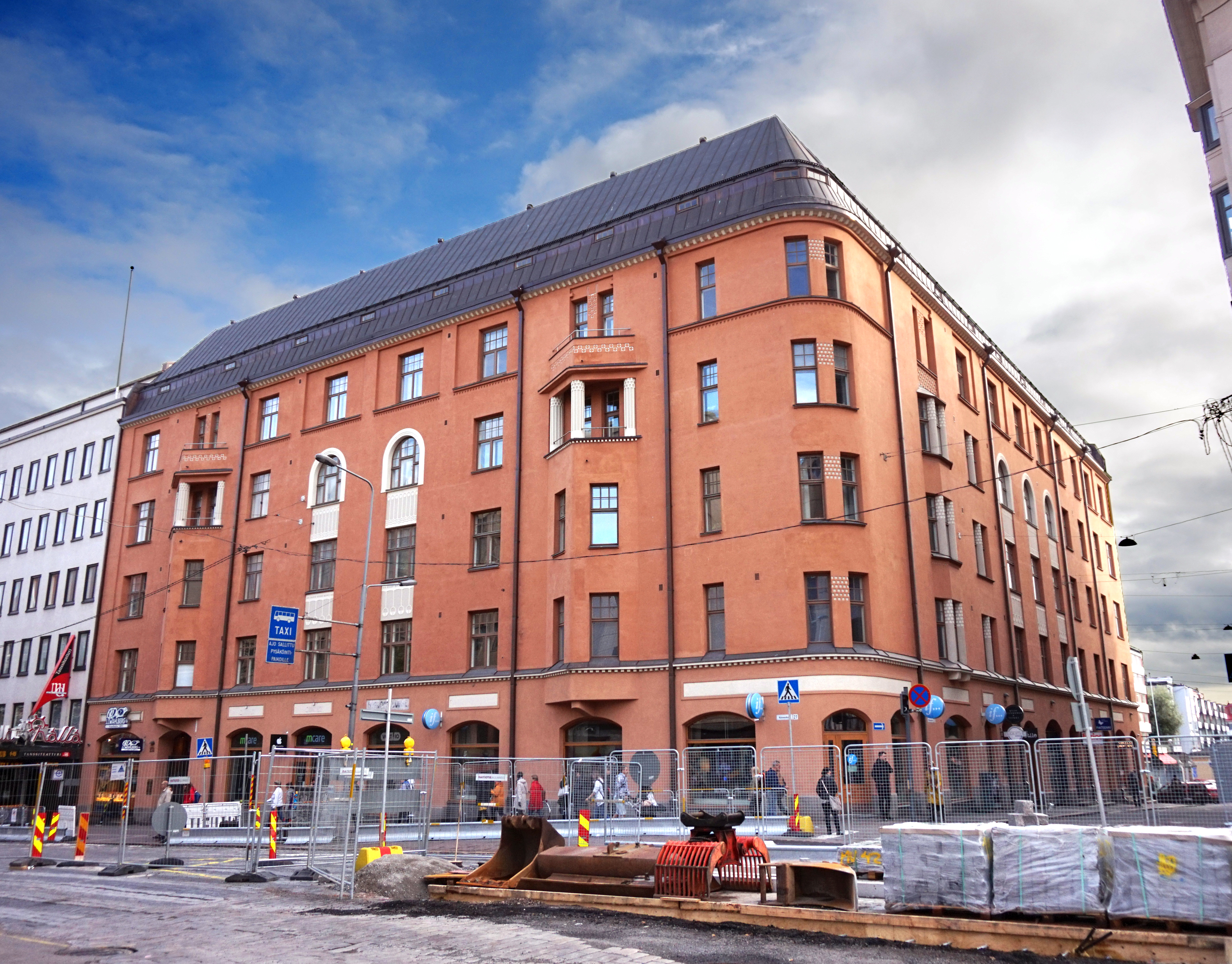
Maison des dix hommes
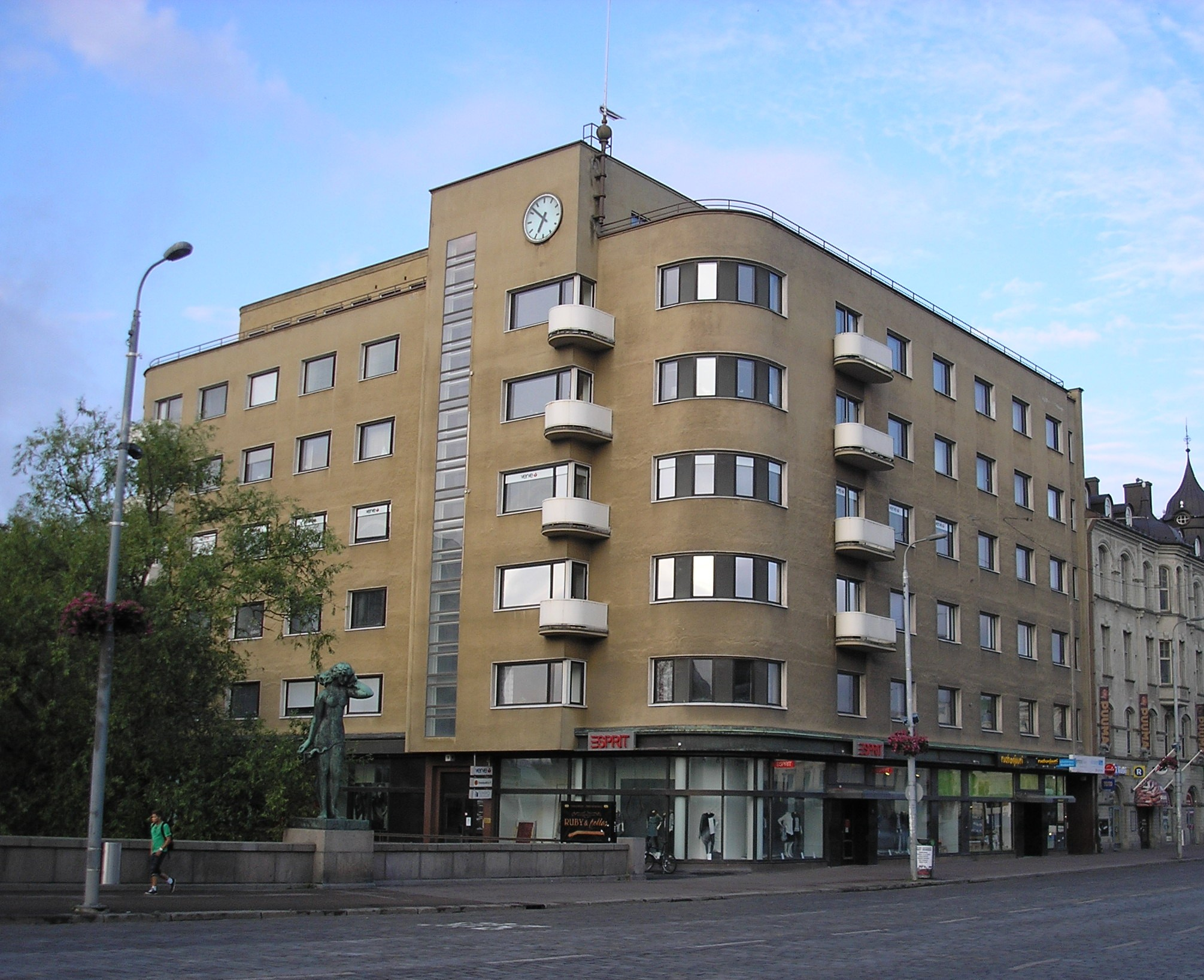
Maison Tempo.
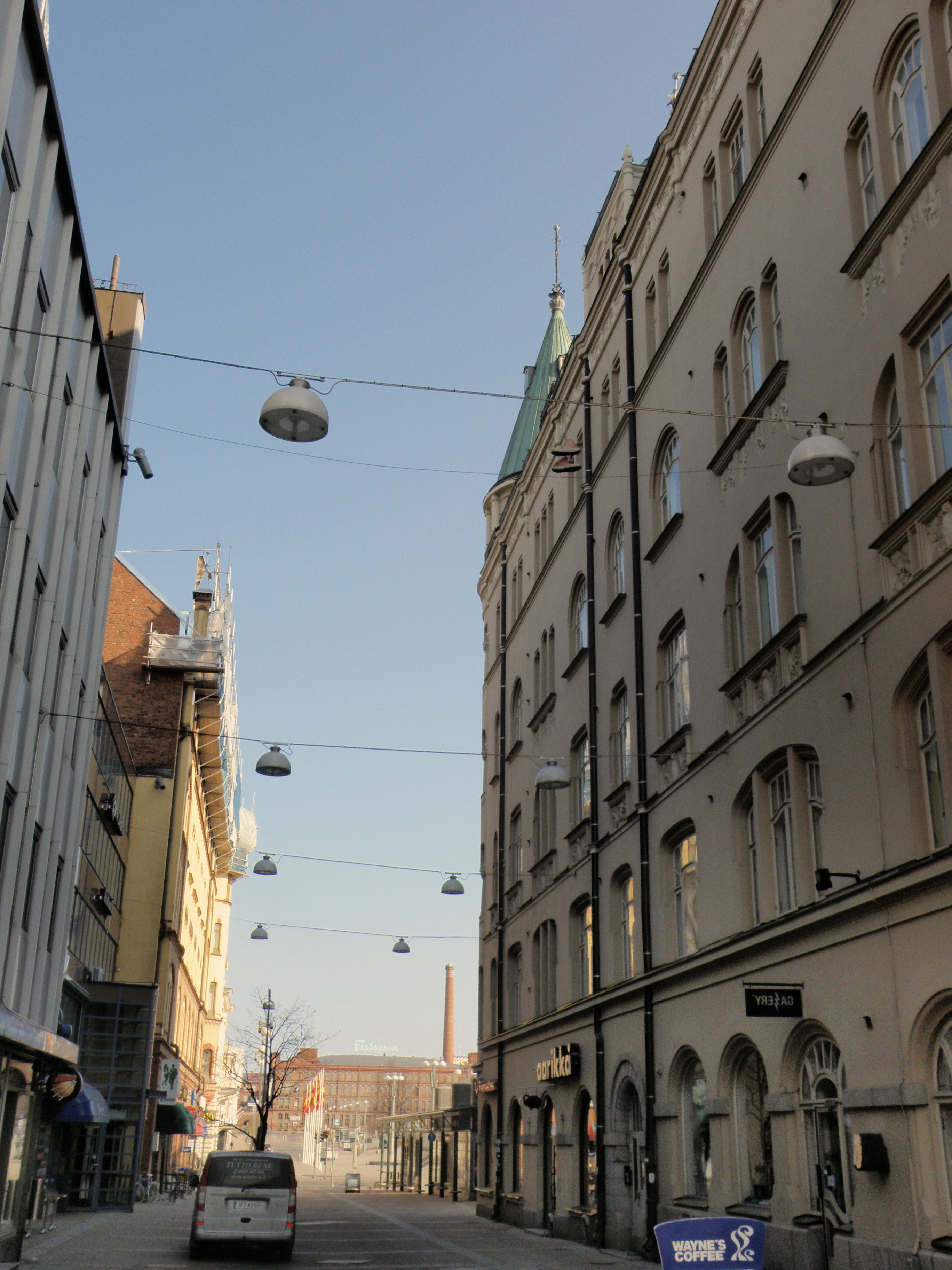
Rue Aleksis Kivi.
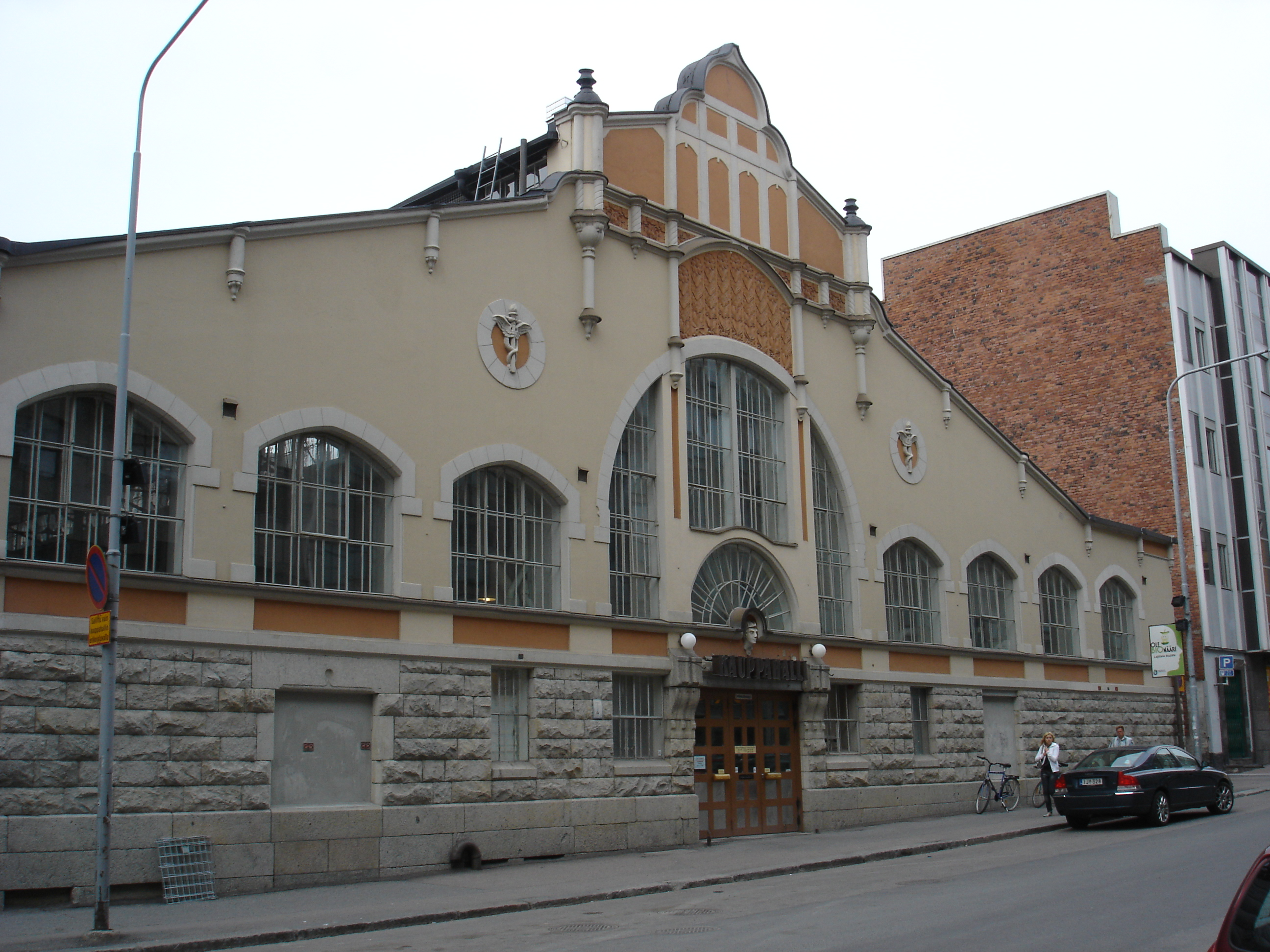
Halle du marché de Tampere